# إيزوبروبيل أمين
إيزوبروبيل أمين أو بروبيل-2 أمين حسب التسمية النظامية هو مركب عضوي ينتمي إلى مجموعة الأمينات. يكون في الحالة العادية على شكل سائل عديم اللون، ماص للرطوبة، له رائحة الأمونياك.

## الخصائص
- يمتاز أيزوبروبيل أمين بصفاته القلوية، وهذا أمر مميز لمجموعة الأمينات التي ينتمي إليها.
- يمتزج إيزوبروبيل أمين مع الماء، وهو قابل للاشتعال بسهولة حيث أن نقطة الوميض  له  −37 °س.

## التحضير
يحضر من أمْـيَـنة (إضافة مجموعة أمينية) إلى الإيزوبروبانول (كحول إيزوبروبيل) بالتفاعل مع الأمونيا بوجود حفاز من نيكل/نحاس أو حفاز مشابه.
(CH3)2CHOH + NH3 → (CH3)2CHNH2 + H2O

## الاستخدامات
- يعد إيزوبروبيل أمين المادة الفعالة في المبيد العشبي غلايفوسات، مثل المركب التجاري راوند أب. كما أنه يدخل في تركيب بنية المبيد العشبي أترازين.
- له تطبيقات في مجال صناعة البلاستيك، وفي الصناعات النفطية.

## السلامة
يجب الحذر عند التعامل مع هذه المادة لسهولة قابليتها للاشتعال.

## وصلات خارجية
- بطاقة السلامة الكيميائية الدولية
- بيانات السلامة من المعهد الوطني للصحة والسلامة المهنية